# Endossimbiose
Um endossimbionte é qualquer organismo que vive no interior do corpo ou das células de outro organismo, realizando uma relação ecológica designada como endossimbiose (do grego: endo = interior, sin = ao mesmo tempo, e biosis = que vive). Por exemplo, algumas bactérias, fixadoras de azoto (conhecidas como rhizobia) vivem em nódulos, nas raízes de algumas leguminosas; alguns corais, em recifes, hospedam algas unicelulares; Algumas espécies de animais, como os cupins também contêm protozoários endossimbiontes. Neste caso, em uma relação harmônica mutualística, para digerir a celulose; entre outros exemplos possíveis.
Para ser mais específico foi a teoria que originou as atuais células eucarióticas, a vegetal com cloroplasto e a animal com mitocôndria, elas foram fagocitadas nos primórdios da vida na terra e viveram em mutualismo uma dando proteção enquanto a outra fornecendo energia e favorecendo o metabolismo da célula beneficiada, é um processo presente até hoje, é o que prova que é verídico é que ambos dividem-se independente da divisão celular e tem DNA próprio.
Existe a Teoria da endossimbiose que fala justamente sobre a evolução eucariontes.
Essa teoria fala que na origem e evolução da célula eucariótica, houve inicialmente um evento de endossimbiose em que uma célula eucariótica engloba bactérias aeróbias, que deram origem às mitocôndrias; mais tarde houve um novo evento de endossimbiose, em que um eucarionte que já tinha mitocôndrias engloba cianobactérias que, por sua vez, dão origem aos cloroplastos.